# Dainius Pūras
Dainius Pūras (né le 7 février 1958 à Vilnius) est un médecin psychiatre lituanien pour enfants et adolescents, professeur de l'Université de Vilnius, homme politique libéral de la municipalité de Vilnius.

## Biographie
Après avoir obtenu son diplôme d'études secondaires, Pūras a étudié la médecine à l'Université de Virginie en 1981 et de 1983 à 1986, il a terminé ses études à l'Université de Virginie. En 1988, il a obtenu son doctorat en psychiatrie sur le thème « Handicap mental moyen et grave des enfants de la population de la ville de Vilnius ». Pūras a poursuivi ses études à l'université Philipps de Marburg.
Pūras dirige le Centre de psychiatrie infantile et pédiatrie sociale de la clinique psychiatrie de la Faculté de médecine de l'Université de Virginie. De 2000 à 2002, il a été doyen de la faculté. Depuis 2012, il est professeur. De 1994 à 1999, il a été directeur du Centre pour le développement de l'enfant et de 1989 à 2001, il a travaillé au ministère lituanien de la santé. De 2003 à 2011, il a été membre du Conseil de la municipalité de Vilnius. Il travaille actuellement à l'hôpital pour enfants de Vilnius à Santariškės.
De 1990 à 1992, Pūras a été le premier président de l'Association lituanienne de psychiatrie (« Lietuvos psichiatrų asociacija ») et de l'Association balte pour la réadaptation. (vice-président de 1997 à 2002), président du conseil d'administration de l'« Initiative globale en psychiatrie » et de l'« Institut de surveillance des droits de l'homme », membre du conseil d'administration de l'Association lituanienne des psychiatres de l'enfance et de la jeunesse.
Depuis 2003, Pūras est membre de l'Union centriste et libérale et de 2006 à 2012 du Mouvement libéral de la République de Lituanie.
Depuis 2014, il est Rapporteur spécial des Nations unies pour le droit à la santé.
Pūras est divorcé et a une fille et un fils.